# Titi Poben
Titi Poben is een bestuurslaag in het regentschap Aceh Selatan van de provincie Atjeh, Indonesië. Titi Poben telt 202 inwoners (volkstelling 2010).